# Roca Chicken
Roca Chicken (en inglés: Chicken Rock; en manés: Carrick ny Kirkey) es la isla más meridional administrada por la Dependencia de la Corona británica de Isla de Man que pertenece a la parroquia de Rushen. Se encuentra al suroeste de la isla Calf of Man a 4,5 kilómetros (2,8 millas) al suroeste del promontorio llamado Spanish Head en la parte continental de la Isla de Man.
La roca de 0,1 hectáreas es el sitio donde se encuentra un faro de 44 m (144 pies) que fue diseñado por ingenieros David y Thomas Stevenson después de que se dieron cuenta de que las condiciones no permitían advertir a los buques a distancia. La construcción de esta estructura de granito afilado se completó en diciembre de 1874 y el primer día oficial en que operó fue el 1 de enero de 1875.